# Idioma hualapai
El idioma hualapai o walapai es una lengua que forma parte del grupo de lenguas pai del norte, que corresponde a la familia lingüística yumano-cochimí. El hualapai es el idioma nativo del pueblo hualapai, asentado en el norte de Arizona (Estados Unidos). 
El ambicioso proceso de revitalización del idioma tiene como punta de lanza las escuelas de la comunidad de Peach Springs (Arizona) donde se concentra la mayor parte de los miembros de la tribu hualapai. Al final de la década de 1980, el programa bilingüe/bicultural hualapai atendía a 160 alumnos, de los cuales 90 eran indígenas y el resto eran hijos del personal de la escuela o de los ganaderos no indígenas de la región. De este modo, el programa de rescate de la lengua hualapai intenta extender el uso de la lengua en la zona mediante su enseñanza abierta a toda la población.